# Fredy Franzutti
Fredy Franzutti (Lecce, 1º maggio 1971) è un coreografo e regista italiano.

## Biografia
Studia danza a Lecce e poi, dopo un periodo di esperienze professionali, in Italia e all’estero, nel 1995 fonda, nella sua città natale, il Balletto del Sud, compagnia che dirige e per la quale crea un repertorio di 52 spettacoli, creati nel un suo linguaggio moderno. Tra il 1997 e il 2018 presenta personali rielaborazioni dei classici in versione comtemporanea, si dedica inoltre alla ricostruzione di balletti perduti. 
Oltre al Balletto del Sud ha creato spettacoli anche per il Teatro dell’Opera di Roma (6 produzioni), per l’Opera di Montecarlo, per l’Opera di Bilbao, per l’Opera di Tirana (2 produzioni), per l’Opera di Magdeburg, per il Teatro Bolscioj di Mosca e per l’Opera di Sofia dove ricopre il ruolo di coreografo residente dal 2019 al 2021. 
Nella sua attività ha realizzato le danze e i movimenti coreografici di opere liriche in Francia, Spagna, Russia e in Italia ed ha anche creato coreografie di spettacoli televisivi come le danze del Concerto di Capodanno 2004 trasmesso dal Teatro La Fenice di Venezia in Eurovisione da Raiuno.
Hanno danzato sue coreografie: Carla Fracci, Luciana Savignano, Lindsay Kemp, Alessandro Molin, Vladimir Vassiliev, Giuseppe Picone, Xiomara Reyes, Maria Grazia Galante, Letizia Giuliani, Laura Comi, Gaia Straccamore, Enada Hoxa e Gerd Vaso e molti dei primi ballerini dell'opera di Sofia, teatro con il quale collabora dal 1997.
In qualità di autore e regista crea spettacoli coinvolgendo attori, conduttori e giornalisti come Ugo Pagliai, Paola Pitagora, Giorgio Albertazzi, Arnoldo Foà, Franco Nero, Michele Mirabella, Paola Saluzzi, Franco Di Mare, Francesco Giorgino, Rosanna Cancellieri, Livia Azzariti, Alessandro Cecchi Paone.
Ha collaborato inoltre con Francesco Libetta, Richard Bonynge, Katia Ricciarelli e Franco Battiato.
E’ regista del film-corto “Se questo è un uomo” con gli attori: Cosimo Cinieri, Michele Placido ed Emilio Solfrizzi.
Firma regia, scene e costumi per l’opera “La Fanciulla del West”, al Teatro Politeama Greco di Lecce, per l’opera “La Sonnambula” al Teatro d’Opera de La Coruña e per la commedia musicale “Mille Lire al Mese” (testi di Gaudio/ Costanzo) al Teatro Parioli di Roma.
Da ricordare inoltre l’ideazione totale dell’opera popolare “800”, dedicata all’assedio di Otranto, con la supervisione di Franco Battiato.
La sua compagnia, il Balletto del Sud, esegue ogni anno circa cento spettacoli in tournée nazionale.